# حقوق الإنسان في إريتريا
تعتبر العديد من المنظمات غير الحكومية (NGOs) مثل منظمة هيومن رايتس ووتش حقوق الإنسان في إريتريا من بين الأسوأ في العالم، ولا سيما فيما يتعلق بحرية الصحافة. إريتريا من دول نظام الحزب الواحد حيث تم فيها تأجيل الانتخابات التشريعية الوطنية مراراً وتكراراً، وهي ذات نظام قضائي ضعيف، وحتى الآن لم يتم فيها تنفيذ البنود الدستورية التي تحمي حرية الأفراد بالكامل. تتهم بعض الدول الغربية، وبشكل خاص الولايات المتحدة، حكومة إريتريا بالقيام بالاحتجازات والاعتقالات التعسفية واحتجاز عدد غير معروف من الناس بدون تهمة وبسبب نشاطهم السياسي. وقد رفضت الحكومة الإريترية باستمرار هذه الاتهامات بوصفها ذات دوافع سياسية. وكمحاولة للإصلاح، شارك المسؤولون الحكوميون وممثلو المنظمات غير الحكومية الإريترية في العديد من الاجتماعات العامة والحوارات. تم تشكيل حركة جديدة تدعى «مواطنون من أجل حريات ديمقراطية في إريتريا» تهدف إلى إجراء حوارات بين الحكومة والمعارضة في أوائل عام 2009.

## لمحة عامة
إريتريا هي دولة ذات حزب واحد تم فيها تأجيل الانتخابات التشريعية الوطنية مراراً وتكراراً، ويعتبر سجلها في مجال حقوق الإنسان من بين أسوأ السجلات في العالم. شهد سجل حقوق الإنسان في إريتريا منذ نزاع إريتريا مع أثيوبيا (1998-2001) تدهوراً نحو الأسوأ. كثيراً ما تُرتكب انتهاكات حقوق الإنسان من قبل الحكومة أو نيابة عن الحكومة. إن كلاً من حرية التعبير وحرية الصحافة والتجمع وتشكيل الجمعيات محدودة. أولئك الذين يمارسون ديانات غير مسجلة ويحاولون الفرار من البلاد أو الهرب من الخدمة العسكرية يتم اعتقالهم ويسجنون. وفقاً لمنظمة العفو الدولية فإن إريتريا هي واحدة من أكثر البلدان قمعاً في العالم. في السنوات الأخيرة تم اتخاذ تدابير زائدة لمنع المصلين من ممارسة عقيدتهم. ومن بين الذين تمت محاكمتهم هم شهود يهوه وأعضاء من الطوائف الإنجيلية. وقد أغلقت الحكومة الإريترية كنائسهم واضطهدت العديد من أعضاء الطوائف.

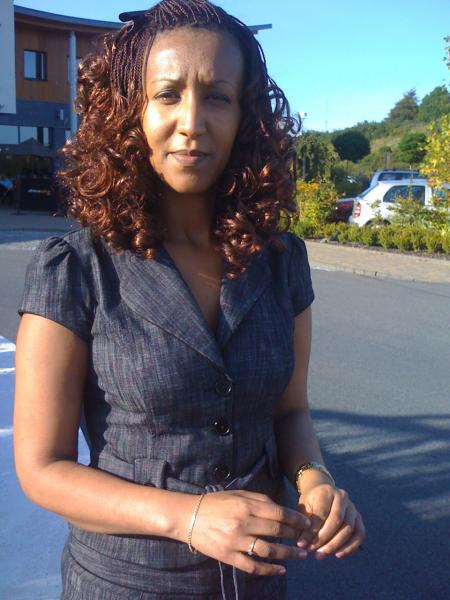
المغنية الإريترية هيلين بيرهان التي كتبت عن ما عانته على يد الدولة

بعد الاستقلال، أنكرت حكومة الرئيس إسياس أفورقي كل الحقوق الأساسية. لم يستطع أحد من أعضائها الحصول على مساعدة حكومية أو استخدام أي من الخدمات الحكومية. لا يسُمح لشهود يهوه بالحصول على بطاقات هويات وطنية التي لا يسمح لهم بدونها بالمشاركة في الشؤون السياسية والاجتماعية في إريتريا. تُتيح بطاقات الهوية الوطنية للمواطنين المشاركة في الحياة اليومية، وكذلك في المعاملات الحكومية أو أي مؤسسة مالية. بدأت الحكومة بشكل غير رسمي بالسماح لأعضاء شهود يهوه بممارسة عقيدتهم داخل منازلهم. كانوا لا يزالون ممنوعين من ممارسة عقيدتهم في الأماكن العامة. هربت العديد من العائلات من البلد لطلب اللجوء في الخارج بسبب تعرضها للاضطهاد الجماعي والسجن. وفقاً لمنظمة العفو الدولية، يوجد حالياً 250 عائلة غادرت إريتريا لطلب اللجوء خارجاً. لا يُسمح لمنظمات حقوق الإنسان الدولية والمحلية بالعمل في إريتريا. الديانات المُسجلة والمبنية على إحصاء رسمي للسكان هي كنيسة التوحيد الأرثوذكسية الإريترية (طائفة أرثوذكسية مشرقية ميافيزية)، والكنيسة الرومانية الكاثوليكية، والكنيسة اللوثرية الإريترية والإسلام السني. كل الديانات الأخرى مضطهدة بما فيها طوائف الإسلام الأخرى مثل الشيعية والطوائف المسيحية الأخرى مثل أي طائفة من الطوائف البروتستانتية العديدة (باستثناء الكنيسة اللوثرية الإريترية) وشهود يهوه.
تم إعطاء حرية العبادة لجميع الطوائف المسيحية حتى سنة 2002 عندما حظرت الحكومة العبادة وتشكيل مجموعات خارج الطوائف المسجلة. كانت الكنائس الإنجيلية في إريتريا من أكثر الجماعات الدينية المضطهدة. ولكي تشارك الجماعات الدينية وتمارس معتقداتها بحرية، يجب عليها أن تتقدم بطلب للتسجيل لدى إدارة الشؤون الدينية. وقد استولت الحكومة على العديد من الكنائس والمباني الدينية.
في عام 2003، تم تسجيل رقم قياسي لعدد الاعتقالات التي نُفذت بحق أعضاء الكنيسة الانجيلية. المسؤولون عن تطبيق القانون يذهبون إلى مختلف التجمعات أو حفلات الزفاف الدينية ليقوموا باعتقالات جماعية، «خصّصت الشرطة حفلات الزفاف الدينية في المنازل كمناسبات لاعتقال المؤمنين». يعتبر شيئاً عادياً أن تقوم الحكومة بجعل أتباعها يتراجعون عن إيمانهم، «كان المعتقلون يتعرضون للضغط تحت التعذيب أو سوء المعاملة، مع تهديدات بالسجن المؤبد لكي يقوموا بتوقيع وثيقة يوافقون من خلالها على شروط معينة ليتم إطلاق سراحهم، مثل عدم حضور الاجتماعات الدينية. وبحسب ما ورد فقد تم إجبار البعض على التخلي عن معتقداتهم والموافقة على الانضمام إلى الكنيسة الأرثوذكسية.» 
كان العديد من هؤلاء السجناء الدينيين يحاكمون في محاكمات سرية ويُحكَمون بالسجن السري. لم يكن هناك سبب معروف للقمع المطبق على الكنائس الإنجيلية، وفقاً لمنظمة العفو الدولية، «فإن القمع المستمر ضد مجموعات الأقلية الدينية لم يكن من قبل الحكومة، لكن يبدو أنه مرتبط بشكل جزئي بعمل الحكومة ضد الشباب الذين يحاولون تجنب التجنيد العسكري».
كثيراً ما يتعرض السجناء الدينيون للتعذيب في إريتريا. وتعتبر حرية العبادة أحد أهم الأسباب التي تجعل آلاف الإريتريين يهجرون البلاد. وهناك الآلاف من الإريتريين في أثيوبيا والسودان وإسرائيل وأوروبا والغرب يبحثون عن ملجأ. حرية التعبير والصحافة محدودة بشدة بينما حرية التجمع وتشكيل الجمعيات والحركة والدين مقيدة أيضاً. شرح تقرير من 500 صفحة يعود لعام 2015 صادر عن مجلس حقوق الإنسان التابع للأمم المتحدة تفاصيل الادعاءات المتعلقة بحالات إعدام خارج نطاق القضاء وتعذيب وخدمة وطنية طويلة إلى أجل غير مسمى، والعمالة القسرية، وأشار إلى أن التحرش الجنسي والاغتصاب والاستعباد الجنسي المطوّل من قبل مسؤولين في الدولة هي ادعاءات منتشرة أيضاً على نطاق واسع.
استشهدت صحيفة الغارديان بقائمة التقارير التي تتضمن «مجموعة من انتهاكات حقوق الإنسان» على نطاق وحجم نادراً ما شوهد في مكان آخر. كما أكد المجلس أن هذه الانتهاكات قد تصل إلى حد كونها جرائم بحق الإنسانية. قالت باربرا لوشبيهلر من اللجنة الفرعية لحقوق الإنسان في البرلمان الأوروبي أن التقرير شرح تفاصيل «انتهاكات خطيرة لحقوق الإنسان»، وأشارت إلى أن تمويل الاتحاد الأوروبي للتنمية لن يستمر إذا لم يتغير الوضع في إريتريا.
ردت وزارة الخارجية الإريترية بوصفها لتقرير اللجنة بأنه «ادعاءات خرقاء» لا أساس لها من الصحة وليس لها قيمة. واتهم المستشار الرئاسي الإريتري يماني جبريب بتصريح له اللجنة بأنها «منحازة إلى طرف واحد»، وأشار إلى أن «إريتريا ترفض الاتهامات ذات الدوافع السياسية والتي ليس لها أساس من الصحة والتوصيات التخريبية الصادرة عن لجنة التحقيق، وتعتقد أنها عبارة عن هجوم لا مبرر له ليس فقط ضد إريتريا بل أيضاً ضد أفريقيا والدول النامية.» استند تقرير لجنة التحقيق على شهادات 833 شخص مجهول يدّعون أنهم إريتيريين. وكردّة فعل على ذلك، رفض عدد كبير من سكان الشتات الإريتيري تقرير لجنة التحقيق.
وقّع 230.000 إريتيري عرائض ضد التقرير كما قدم 45.000 إريتري شهاداتهم للدفاع عن إريتريا، والتي لم تظهر في التقرير. طلب حوالي 850 إريتري أن يحضروا بأنفسهم شخصياً إلى جنيف ويدلوا بشهاداتهم أمام مجلس حقوق الإنسان ضد تقرير اللجنة. بالإضافة إلى أن أكثر من 10.000 إريتري تظاهروا ضد التقرير في جنيف. رفضت عدة دول أيضاً أسلوب التقرير المجحف خاصة الولايات المتحدة والصين.
في اجتماع الإعداد قال الدبلوماسي الأمريكي إيريك ريتشاردسون أن تقرير إريتريا «لم يمتلك المستوى نفسه من الإتقان والدقة» كتقرير كوريا الشمالية ولم تستطع الولايات المتحدة دعم أسلوب النص بدون إجراء تعديلات. بالإضافة إلى أن مستشار الرئيس الإريتري يمان وجّه اللوم إلى أثيوبيا بسبب «بعض أسوأ انتهاكات لحقوق الإنسان والمجاز رالتي ارتكبتها تجاه الشعب» قائلاً إنه من المثير للسخرية أن تستخدم إثيوبيا المجلس للضغط من أجل اتخاذ القرار ضد إريتريا. منذ صراع إريتريا مع إثيوبيا في 1998-2001 تعرّض سجل حقوق الإنسان للبلاد للانتقادات في الأمم المتحدة. يُزعم أن انتهاكات حقوق الإنسان غالباً ما تم ارتكابها من قبل الحكومة أو نيابة عن الحكومة. حرية التعبير والصحافة والتجمع وتكوين الجمعيات محدودة. أولئك الذين يمارسون دياناتهم غير المسجلة والذين يحاولون الفرار من البلد أو الهرب من الخدمة العسكرية يتم اعتقالهم ووضعم في السجن.
خلال الكفاح من أجل استقلال إريتريا، ارتكبت السلطات الإثيوبية العديد من الفظائع ضد المدنيين الإريتريين العزّل (رجال ونساء وأطفال). قُتل تقريباً 90.000 إريتري على يد الجيش الإثيوبي. خلال الحرب الإريترية الإثيوبية قامت حكومة الجبهة الثورية الديمقراطية الشعبية الإثيوبية بترحيل ومصادرة الملكيات الخاصة لـ 77.000 إريتري وإثيوبي. غالبية الـ 77.000 إريتري وإثيوبي الذين هم من أصول إريترية كانوا يعتبرون في مستوى معيشي جيد بالمقياس الإثيوبي. تم ترحيلهم بعد أن تمت مصادرة ممتلكاتهم.
يجب على جميع الإريتريين الذين تبلغ أعمارهم بين 18-40 أن يؤدوا الخدمة الوطنية الإلزامية بشكل كامل والتي تتضمن الخدمة العسكرية. يقضي ما بين 10.000 إلى 25.000 طالب ثانوي عامهم الدراسي الثاني عشر من التعليم في أحد معسكرات الخدمة الوطنية للبلاد، وأبرزها هو المعسكر القريب من سوا. تم تطبيق هذه الخدمة الوطنية بعد أن حصلت إريتريا على استقلالها عن إثيوبيا كإجراء احتياطي لتأمين الحماية ضد أي تهديد لسيادة إريتريا، ولغرس الاعتزاز الوطني، ولخلق جماهير منضبطة. تفرض الخدمة الوطنية لإريتريا فترة تجنيد إلزامية طويلة وغير محدودة. والتي يغادر البلد العديد من الإريتريين لتفاديها. زعم تقرير لهيومن رايتس ووتش في أغسطس/آب عام 2019 أن التعليم الثانوي للإريتريين يجبر الطلاب على العمل في وظائف عسكرية أو حكومية إلى أجل غير مسمى وبسبب هذا يهرب الكثيرون من البلاد.
وصفت المنظمة نظام التعليم الإريتري بأنه آلة تجنيد إلزامية تخضع الطلاب لإساءة معاملة ممنهجة، بما فيها التعذيب وظروف العمل القاسية والأجور غير الكافية لمساعدة عائلاتهم.

## الإصلاحات
شارك المسؤولون الحكوميون الإريتريون وممثلو المنظمات غير الحكومية في العديد من الاجتماعات والحوارات العامة. قاموا في هذه الجلسات بالإجابة على أسئلة أساسية مثل «ما هي حقوق الإنسان؟»، «من يحدد ما هي حقوق الإنسان؟»، «ومن يجب أن يمتلك الأولوية حقوق الإنسان أم حقوق المجتمع؟»
في عام 2007 منعت الحكومة الإريترية ممارسة تشويه الأعضاء التناسلية للإناث. كما تتحدث أيضاً الجمعيات الإقليمية والقادة الدينيون بشكل مستمر ضد تشويه الإناث. ويتحدثون عن المخاوف الصحية والحريات الفردية باعتبارها مصدر قلق رئيسي. علاوة على ذلك، يطالبون الشعوب الريفية بالتخلي عن هذه العادة الثقافية القديمة.
في بدايات عام 2009 تم تشكيل حركة جديدة تحت اسم «مواطنون من أجل الحقوق الديمقراطية» في إريتريا تهدف إلى إقامة حوار بين الحكومة والمعارضة. تتألف المجموعة من مواطنين عاديين وبعض الأشخاص المقربين من الحكومة. تم إطلاق الحركة في مؤتمر استمر يومين في لندن بعد فشل المحاولات السابقة للحوار.

## المعاهدات والمواثيق الدولية
إن مواقف إريتريا إزاء معاهدات حقوق الإنسان الدولية يظهر كما يلي:
| \| المعاهدة \| المنظمة \| الإقرار \| التوقيع \| التصديق \| \| اتفاقية الإبادة الجماعية[21] \| الأمم المتحدة \| 1948 \| - \| - \| \| الاتفاقية الدولية للقضاء على جميع أشكال التمييز العنصري[22] \| الأمم المتحدة \| 1966 \| - \| 2001 \| \| العهد الدولي الخاص بالحقوق الاقتصادية والاجتماعية والثقافية[23] \| الأمم المتحدة \| 1966 \| - \| 2001 \| \| العهد الدولي الخاص بالحقوق المدنية والسياسية[24] \| الأمم المتحدة \| 1966 \| - \| 2002 \| \| البروتوكول الأول الاختياري للعهد الدولي الخاص بالحقوق المدنية والسياسية[25] \| الأمم المتحدة \| 1966 \| - \| - \| \| اتفاقية عدم تقادم جرائم الحرب والجرائم ضد الإنسانية[26] \| الأمم المتحدة \| 1968 \| - \| - \| \| جريمة الفصل العنصري[27] \| الأمم المتحدة \| 1973 \| - \| - \| \| اتفاقية القضاء على جميع أشكال التمييز ضد المرأة[28] \| الأمم المتحدة \| 1979 \| - \| 1995 \| \| اتفاقية مناهضة التعذيب[29] \| الأمم المتحدة \| 1984 \| - \| - \| \| اتفاقية حقوق الطفل[30] \| الأمم المتحدة \| 1989 \| 1993 \| 1994 \| \| البروتوكول الاختياري الثاني للعهد الدولي بشأن الحقوق المدنية والسياسية الهادف إلى إلغاء عقوبة الإعدام[31] \| الأمم المتحدة \| 1989 \| - \| - \| \| الاتفاقية الدولية الخاصة بحماية حقوق جميع العمال المهاجرين وأفراد أسرهم[32] \| الأمم المتحدة \| 1990 \| - \| - \| \| البروتوكول الاختياري الملحق باتفاقية القضاء على جميع أشكال التمييز ضد المرأة[33] \| الأمم المتحدة \| 1999 \| - \| - \| \| البروتوكول الاختياري بشأن اشتراك الأطفال في النزاعات المسلحة[34] \| الأمم المتحدة \| 2000 \| - \| 2005 \| \| البروتوكول الاختياري بشأن بيع الأطفال وبغاء الأطفال والمواد الإباحية عن الأطفال[35] \| الأمم المتحدة \| 2000 \| - \| 2005 \| \| اتفاقية حقوق الأشخاص ذوي الإعاقة[36] \| الأمم المتحدة \| 2006 \| - \| - \| \| البروتوكول الاختياري لاتفاقية حقوق الأشخاص ذوي الإعاقة[37] \| الأمم المتحدة \| 2006 \| - \| - \| \| الاتفاقية الدولية لحماية كل الأشخاص من الاختفاء القسري[38] \| الأمم المتحدة \| 2006 \| - \| - \| \| البروتوكول الاختياري الملحق بالعهد الدولي للحقوق الاقتصادية والاجتماعية والثقافية[39] \| الأمم المتحدة \| 2008 \| - \| - \| \| البروتوكول الاختياري لاتفاقية حقوق الطفل بشأن إجراء الاتصالات[40] \| الأمم المتحدة \| 2011 \| - \| - \| |               |         |         |         |
| المعاهدة | المنظمة       | الإقرار | التوقيع | التصديق |
| اتفاقية الإبادة الجماعية | الأمم المتحدة | 1948    | -       | -       |
| الاتفاقية الدولية للقضاء على جميع أشكال التمييز العنصري | الأمم المتحدة | 1966    | -       | 2001    |
| العهد الدولي الخاص بالحقوق الاقتصادية والاجتماعية والثقافية | الأمم المتحدة | 1966    | -       | 2001    |
| العهد الدولي الخاص بالحقوق المدنية والسياسية | الأمم المتحدة | 1966    | -       | 2002    |
| البروتوكول الأول الاختياري للعهد الدولي الخاص بالحقوق المدنية والسياسية | الأمم المتحدة | 1966    | -       | -       |
| اتفاقية عدم تقادم جرائم الحرب والجرائم ضد الإنسانية | الأمم المتحدة | 1968    | -       | -       |
| جريمة الفصل العنصري | الأمم المتحدة | 1973    | -       | -       |
| اتفاقية القضاء على جميع أشكال التمييز ضد المرأة | الأمم المتحدة | 1979    | -       | 1995    |
| اتفاقية مناهضة التعذيب | الأمم المتحدة | 1984    | -       | -       |
| اتفاقية حقوق الطفل | الأمم المتحدة | 1989    | 1993    | 1994    |
| البروتوكول الاختياري الثاني للعهد الدولي بشأن الحقوق المدنية والسياسية الهادف إلى إلغاء عقوبة الإعدام | الأمم المتحدة | 1989    | -       | -       |
| الاتفاقية الدولية الخاصة بحماية حقوق جميع العمال المهاجرين وأفراد أسرهم | الأمم المتحدة | 1990    | -       | -       |
| البروتوكول الاختياري الملحق باتفاقية القضاء على جميع أشكال التمييز ضد المرأة | الأمم المتحدة | 1999    | -       | -       |
| البروتوكول الاختياري بشأن اشتراك الأطفال في النزاعات المسلحة | الأمم المتحدة | 2000    | -       | 2005    |
| البروتوكول الاختياري بشأن بيع الأطفال وبغاء الأطفال والمواد الإباحية عن الأطفال | الأمم المتحدة | 2000    | -       | 2005    |
| اتفاقية حقوق الأشخاص ذوي الإعاقة | الأمم المتحدة | 2006    | -       | -       |
| البروتوكول الاختياري لاتفاقية حقوق الأشخاص ذوي الإعاقة | الأمم المتحدة | 2006    | -       | -       |
| الاتفاقية الدولية لحماية كل الأشخاص من الاختفاء القسري | الأمم المتحدة | 2006    | -       | -       |
| البروتوكول الاختياري الملحق بالعهد الدولي للحقوق الاقتصادية والاجتماعية والثقافية | الأمم المتحدة | 2008    | -       | -       |
| البروتوكول الاختياري لاتفاقية حقوق الطفل بشأن إجراء الاتصالات | الأمم المتحدة | 2011    | -       | -       |